# Christine Chapel
Christine Chapel is een personage uit het Star Trekuniversum en werd gespeeld door de Amerikaanse actrice Majel Barrett, later Majel Barrett-Roddenberry. Ze verscheen in Star Trek: The Original series, Star Trek: The Motion Picture en Star Trek IV: The Voyage Home. Een jongere versie van Chapel is te zien in de serie Star Trek: Strange New Worlds (2022), vertolkt door Jess Bush.

## Carrière
Christine Chapel had een veelbelovende carrière bij een bio-onderzoeksinstelling, maar nadat haar verloofde dr. Roger Korby vermist werd besloot ze in dienst te gaan bij Starfleet, in de hoop hem terug te vinden. Ze kwam aan boord van de USS Enterprise NCC-1701 in 2266, als medisch hoofdzuster onder dr. Leonard McCoy. Datzelfde jaar vond ze Korby terug op de planeet Exo III, waar ze ontdekte dat hij zijn bewustzijn in een androïde lichaam had overgeplaatst en gek was geworden.
In 2269 werd ze gepromoveerd tot luitenant. Nadat de Enterprise in 2270 terugkeerde naar de Aarde besloot ze verder te studeren in de geneeskunde. Ze keerde in 2272 als dokter terug op de Enterprise, waar ze lid was van de medische staf. In 2286 was ze hoofd van de afdeling nood-operaties bij Starfleet Command.

## Persoonlijk leven
Christine Chapel kon goed overweg met dr. McCoy en was bevriend met Nyota Uhura. Ook voelde zich aangetrokken tot Spock, maar deze hield de boot af.